# Молотиці
Молотиці (рос. Молотицы) — село у Муромському районі Владимирської області Російської Федерації.
Входить до складу муніципального утворення Борисоглібське сільське поселення. Населення становить 1192 особи (2010).

## Історія
Село розташоване на землях фіно-угорських народів муроми та мещери.
Від 14 квітня 1929 року належить до Муромського району, утвореного спочатку у складі Муромського округу Нижегородської області.
Згідно із законом від 11 травня 2005 року входить до складу муніципального утворення Борисоглібське сільське поселення.

## Населення
| 1859 | 1897 | 1905  | 1926  | 2002  | 2010  |
| ---- | ---- | ----- | ----- | ----- | ----- |
| 779  | ↗975 | ↗1035 | ↗1553 | ↘1271 | ↘1192 |